# Mesnil-Val-Plage
Mesnil-Val-Plage is een badplaats in de Franse gemeente Criel-sur-Mer in het departement Seine-Maritime in Normandië. De plaats ligt aan de Kanaalkust, aan een plaats waar er een toegang is van de kliffen naar het strand.
Mesnil-Val-Plage ligt in het noordoosten van de gemeente, meer dan drie kilometer ten noordoosten van de gemeente, tegen de grens met Flocques. De badplaats ligt net ten noordwesten van het gehucht Mesnil-Val, dat een kilometer landinwaarts ligt. 

## Geschiedenis
Op de 18de-eeuwse Cassinikaart is landinwaarts het gehucht Menival weergegeven. Aan de kust is enkel een wachthuisje aangeduid Corps de Garde de Menival.
Op het eind van het ancien régime op het eind van de 18de eeuw, toen de gemeenten werden gecreëerd, kwam de plaats bij de gemeente Criel-sur-Mer.
Vanaf het eind van de 19de eeuw en het begin van de 20ste eeuw ontwikkelde zich de toeristische badplaats Mesnil-Val-Plage.
Criel-Plage · Criel-sur-Mer · Mesnil-à-Caux · Mesnil-Val · Mesnil-Val-Plage · Les Quesnets